# Al-Wathiq
al-Muʿtaṣim (Abū Jaʿfar Hārūn ibn Muḥammad) (in arabo أبو جعفر هارون بن محمد المعتصم‎?), il cui laqab era al-Wāthiq bi-llāh (in arabo ﺍﻟﻮاثق بالله‎?), ossia Colui che s'affida ad Allāh (pressi della Mecca, 17 aprile 812 – Samarra, 10 agosto 847) fu il nono califfo della dinastia abbaside.
Al-Wathiq è descritto nelle fonti come un uomo dotto, affascinato dalla cultura, ma anche quale poeta e bevitore, che si allietava in presenza di poeti e musicisti oltre che di studiosi. Durante il suo breve regno furono portate avanti le politiche di suo padre, al-Mu'tasim, poiché il potere continuò a rimanere nelle mani degli stessi funzionari che al-Mu'tasim aveva nominato. Tra gli avvenimenti principali accaduti mentre amministrò il califfato si deve ricordare la soppressione di varie rivolte, spesso contrarie ai combattenti turchi insopportabilmente rapaci e iattanti nei confronti dei civili. Delle insurrezioni di ribelli beduini si verificarono infatti a Bilad al-Sham, in Siria, nell'842, nell'Hegiaz nell'845 e nello Yamāma nell'846. Più difficile fu riappacificare l'Armenia, per cui ci vollero diversi anni. Un'ultima insurrezione ebbe luogo nella stessa Baghdad nell'846, guidata da Ahmad ibn Nasr al-Khuza'i. Questi protestò per via la grande considerazione che al-Wathiq riservava alla dottrina del mutazilismo e perché il califfo aveva ripristinato il meccanismo del miḥna per sradicare gli oppositori. Negli affari esteri, il perenne stato di guerra con l'Impero bizantino non si arrestò e gli Abbasidi ottennero persino una significativa vittoria nella battaglia di Mauropotamos, ma dopo uno scambio di prigionieri nell'845, le lotte si placarono per diversi anni.

## Biografia

### Primi anni
Al-Wathiq era figlio di al-Mu'tasim e di una schiava romea (in arabo umm al-walad) di nome Qaratis. Nacque il 17 aprile 812 (varie fonti forniscono date leggermente precedenti o successive nell'811-813), sulla strada per La Mecca. Fu chiamato Harun in onore di suo nonno, il califfo Hārūn al-Rashīd (al potere dal 786 all'809), e gli fu dato il tecnonimo Abu Ja'far.
I primi anni di vita di al-Wathiq restano avvolti nel mistero, probabilmente anche perché suo padre era un principe minore senza prospettive di successione. È noto che Harun ibn Ziyad fu il suo primo precettore; fu invece suo zio a insegnargli calligrafia, recitazione e letteratura, il califfo Al-Maʾmūn (regnante dall'813 al 833). Fonti successive lo soprannominano il "Piccolo Maʾmūn" per via della sua erudizione e del suo carattere morale.
Quando al-Mu'tasim divenne califfo, si preoccupò che il figlio ed erede designato acquisisse esperienza di governo. Così, al-Wathiq rimase a capo della capitale Baghdad nell'835, quando al-Mu'tasim si trasferì a nord per fondare una nuova capitale a Samarra. Nei suoi scritti, Ṭabarī lo indica come l'ambasciatore che accolse cerimoniosamente il generale Afshin durante il suo ritorno vittorioso dalla soppressione della rivolta di Babak Khorramdin nell'838. Lo storico persiano testimonia inoltre che rivestì la carica di vice di suo padre durante il sacco di Amorio dell'838.
Al-Wathiq viene poi menzionato nell'841 come colui che portò un cesto di frutta ad Afshin, caduto in quel momento in disgrazia e imprigionato. Temendo che la frutta fosse avvelenata, il generale rifiutò di accettare il dono e chiese a qualcun altro di trasmettere un messaggio al califfo. A Samarra, la residenza di al-Wathiq era immediatamente adiacente al palazzo del padre ed egli era una presenza fissa a corte. Come ha sottolineato lo storico John Turner, questi eventi dimostrano che al-Wathiq agiva nel «ruolo di fidato consigliere del padre, che gli fece prendere contatto a più riprese con il mondo che ruotava attorno al potere». Resta comunque pur vero che al-Wathiq non fu mai affidato un compito militare ed egli non partecipò nemmeno alla campagna di Amorio, un atteggiamento in controtendenza con la precedente prassi abbaside.

### Regno
Alla morte di suo padre, avvenuta il 5 gennaio 842, al-Wathiq gli successe in maniera incontestata. Ereditando un ricco tesoro, il nuovo califfo effettuò delle generose donazioni alla gente comune, specialmente a Baghdad e nelle città sacre islamiche di La Mecca e Medina. Sua madre, Qaratis, accompagnò il fratello di al-Wathiq Ja'far (il futuro califfo al-Mutawakkil) in pellegrinaggio nell'842, ma morì durante il viaggio ad Al-Hira il 16 agosto 842. Fu poi sepolta a Kufa.

#### Elite al potere
Il regno di Al-Wathiq fu breve e viene generalmente considerato essenzialmente una prosecuzione di quello di al-Mu'tasim, poiché la gestione dello Stato continuò a rimanere in mano a uomini il cui potere era cresciuto sotto al-Mu'tasim. È questo il caso dei comandanti militari turchi Itakh, Wasif e Ashinas, il visir Muhammad ibn al-Zayyat e la guida dei qadi Ahmad ibn Abi Duwad. Questi uomini erano stati leali ad al-Mu'tasim, ma non erano legati allo stesso modo a suo figlio al-Wathiq; nella sostanza, secondo Turner, questo circolo ristretto «controllava le maglie del potere e di conseguenza [minava] l'autonomia del califfo».
In un gesto probabilmente volto a cementare un'alleanza tra il califfo e il suo comandante più potente, al-Wathiq conferì una corona ad Ashinas nel giugno/luglio 843, e nell'occasione gli affidò una vasta autonomia gestionale sulle province occidentali, da Samarra al Maghreb. Secondo lo studioso egiziano del XV secolo al-Suyuti, tale atto andrebbe considerato la prima occasione in cui il potere reale venne delegato a un suddito. Ashinas morì nell'844 e Itakh gli succedette nell'incarico di generale supremo e nel suo speciale status di amministrazione di cui godeva nelle province occidentali. Il nuovo califfo si impegnò a Samarra nella costruzione di molti edifici, rendendo il luogo di residenza del sovrano una vera e propria città, con mercati e un porto adeguati alle sue esigenze. Ciò rese Samarra non solo un insediamento dotato di maggiori servizi per i suoi abitanti, ma le consentì anche di attirare commercianti interessati a compiere affari in quella regione. Inoltre, l'ampliamento della città consentì all'élite aristocratica abbaside e a quella militare di sperimentare condizioni di vita migliori, considerando che questi erano stati costretti a trasferirsi nella nuova capitale da al-Mu'tasim.
Nell'843/844 il califfo, presumibilmente su istigazione del visir Ibn al-Zayyat, o, secondo una versione riportata da Ṭabarī, ispirato dalla caduta dei Barmecidi sotto Harun al-Rashid, arrestò, torturò e impose pesanti multe a diversi funzionari del governo centrale, nel tentativo di riscuotere denaro funzionale a retribuire le truppe turche. La misura perseguiva forse al contempo lo scopo di creare un cuneo tra le élite civili e militari, o a ridurre il potere dei principali comandanti turchi, come Itakh e Ashinas, poiché la maggioranza dei funzionari arrestati e costretti a pagare era al loro servizio.

#### Soppressione delle ribellioni

Il Califfato abbaside nell'850 circa

Già durante gli ultimi mesi della vita di al-Mu'tasim, era scoppiata in Palestina una rivolta su larga scala sotto istigazione di un certo al-Mubarqa. Al-Mu'tasim spedì il generale Raja ibn Ayyub al-Hidari per affrontare i ribelli e sedare i tumulti. Quando al-Wathiq salì al potere, inviò al-Hidari contro Ibn Bayhas, ritenuto reo di aver capeggiato una ribellione tribale di Qaysiti attorno a Damasco. Se vi fosse una qualche correlazione di questa sommossa con quella di al-Mubarqa, come teorizzato da alcuni studiosi, non risulta chiaro. Approfittando dei dissensi tra i membri della tribù, al-Hidari sconfisse rapidamente Ibn Bayhas, dopodiché rivolse il suo sguardo a sud e affrontò le forze di al-Mubarqa vicino a Ramla. La battaglia si concluse con una vittoria decisiva per l'esercito del califfo, con al-Mubarqa che fatto prigioniero e portato a Samarra, dove venne gettato in prigione; da quel momento in poi, scompare dalle fonti.
Dopo essere salito al trono, al-Wathiq nominò Khalid ibn Yazid al-Shaybani governatore dell'irrequieta provincia dell'Armenia. Alla testa di un grande esercito, Khalid sconfisse l'opposizione dei principi musulmani e cristiani locali nella battaglia di Kawakert. Khalid morì poco dopo, ma suo figlio, Muhammad, gli succedette in carica e continuò le operazioni condotte da suo padre.
Nella primavera dell'845 scoppiò un'altra ribellione nei dintorni di Medina. Una tribù locale, quella di Banu Sulaym, era stata coinvolta in un conflitto con le tribù dei Banu Kinana e dei Bahila a ridosso di Medina, provocando scontri che causarono alcuni morti tra febbraio e marzo dell'845. Il governatore locale, Muhammad ibn Salih ibn al-Abbas, mandò contro di loro Hammad ibn Jarir al-Tabari con una forza mista, composta da truppe regolari e abitanti di Medina, in particolare famiglie ansar e Quraysh. Sebbene i Banu Sulaym, non più di circa 650 uomini, fossero riluttanti a combattere, Hammad li attaccò, finendo per essere sconfitto e ucciso con quasi tutta il suo seguito. I Banu Sulaym si diedero allora a saccheggi alle porte di Mecca e Medina, costringendo a maggio al-Wathiq a incaricare uno dei suoi generali turchi, Bugha al-Kabir, di occuparsi dei tafferugli. Accompagnato dalle truppe dei reggimenti di guardia shākiriyya, turchi e dai maghāriba, Bugha surclassò parte dei Sulaym nella città di al-Suwariqiyyah, costringendo il grosso della tribù ad arrendersi. Inoltre, imprigionò circa 1.000 membri della tribù a Medina e lasciò in libertà il resto. Dopo essere andato a Medina e alla Mecca in agosto, costrinse altresì i Banu Hilal ad accettare le stesse condizioni. Dopo alcuni mesi, i prigionieri, circa 1.300 in totale, tentarono di fuggire, ma furono ostacolati dagli abitanti di Medina, che procedettero ad assediare il palazzo che veniva utilizzato come prigione. I prigionieri vennero tutti trucidati negli scontri che ne seguirono e molti membri delle tribù che si trovavano a Medina subirono la stessa sorte. Nel frattempo, Bugha colse l'occasione per intimidire le tribù beduine della regione e si conviene ad affrontare militarmente i Banu Fazara e i Banu Murra. Le tribù fuggirono prima della sua avanzata, con molti che si arresero e altri che viaggiarono in tutta fretta in direzione della Giordania centrale. Bugha sottomise a quel punto i Banu Kilab, conducendo circa 1.300 prigionieri a Medina nel maggio 846.
Una rivolta minore scatenata dai kharigiti nell'845/846 si verificò nel Diyar Rabi'a sotto istigazione di un certo Muhammad ibn Abdallah al-Tha'labi (o Muhammad ibn Amr), ma fu presto repressa dal governatore di Mosul. Nello stesso anno, il generale Wasif soppresse le tribù ribelli dei Curdi in Esfahan, nel Jibal (odierno Iran occidentale) e nel Fars.
Nel settembre 846, al-Wathiq inviò Bugha al-Kabir per fermare le razzie dei Banu Numair in Yamāma. Il 4 febbraio 847, Bugha combatté un importante scontro contro circa 3.000 Numairidi nelle acque di Batn al-Sirr. All'inizio fu messo a dura prova e le sue forze furono quasi del tutto sopraffatte. In seguito, alcune truppe che stavano depredando i cavalli numairidi tornarono, si avventarono sulle forze che attaccavano Bugha e le sbaragliarono completamente. Secondo una fonte dell'epoca, morì in quell'occasione un numero massimo di 1.500 Numairidi. Bugha trascorse alcuni mesi a riappacificare la regione, garantendo un lasciapassare a chi si arrendeva e perseguitando i restanti insorti, prima di tornare a Bassora nel giugno/luglio 847. Oltre 2.200 beduini di varie tribù giunsero al suo seguito come prigionieri.

#### Il mutazilismo e il fallito colpo di Stato di al-Khuza'i

Mappa dei miḥna mutaziliti e degli eventi ad essi associati

Allo stesso modo di suo padre, al-Wathiq era un fervente mutazilita. Le fonti concordano sul fatto che fu fortemente influenzato in questo orientamento religioso dal capo qadi Ibn Abi Duwad. Ciononostante, esattamente come suo padre, mantenne buoni rapporti con gli Alidi. Nel terzo anno del suo califfato, al-Wathiq ripristinò in auge il sistema d'inquisizione islamico (la cosiddetta miḥna), inviando funzionari a interrogare i magistrati sulle loro opinioni relative alla controversa questione della creatività del Corano. Anche in occasione di uno scambio di prigionieri accordato con l'Impero bizantino in 845, i musulmani riscattati vennero interrogati sul loro punto di vista; coloro che fornirono risposte insoddisfacenti rimasero in catene. Così Ahmad ibn Hanbal, il fondatore della scuola di diritto hanbalita, fu costretto a cessare i suoi insegnamenti e li riprese soltanto dopo la morte di al-Wathiq.
Nell'846, un rispettato funzionario di nome Ahmad ibn Nasr ibn Malik al-Khuza'i, discendente di uno dei principali partecipanti alla rivoluzione abbaside, organizzò un complotto a Baghdad per rovesciare al-Wathiq, i suoi comandanti turchi e la dilagante dottrina mutazilita. I suoi seguaci distribuirono denaro al popolo e si concordò come data della rivolta la notte del 4 aprile 846. Tuttavia, secondo Ṭabarī, coloro che avrebbero dovuto suonare un tamburo come segnale di partenza si ubriacarono e lo fecero con un giorno di anticipo, con il risultato che nessuno si riversò in strada. Dal canto suo, lo storico basso-medievale Khatib al-Baghdadi riferisce semplicemente che qualcuno riferì alle guardie di un possibile complotto. Il vice governatore musabide della città Muhammad ibn Ibrahim, in vece di suo fratello e governatore Ishaq che era assente, venne a conoscenza delle operazioni e sventò le operazioni. Al-Khuza'i e i suoi seguaci furono arrestati e portati al cospetto di al-Wathiq a Samarra.
Il califfo interrogò pubblicamente al-Khuza'i, sebbene più sulla spinosa questione teologica della creazione del Corano piuttosto che sulla tentata ribellione. Le risposte di Ahmad fecero infuriare così tanto al-Wathiq che il califfo prese al-Samsamah, una famosa spada dell'Arabia preislamica, e partecipò personalmente all'esecuzione di Ahmad, insieme ai turchi Bugha al-Sharabi e Sima al-Dimashqi. Il cadavere di Ahmad fu esposto pubblicamente accanto alla forca di Babak a Baghdad, mentre venti dei suoi seguaci furono gettati in prigione.
Lo stesso anno alcuni ladri riuscirono a saccheggiare parte del tesoro pubblico (bayt al-mal) a Samarra, portando con sé 42.000 dirham d'argento e una piccola quantità di dinar aurei. Tuttavia, il sahib al-shurta (una sorta di maresciallo di polizia) Yazid al-Huwani, un vice di Itakh, li inseguì e li catturò. Turner ha sottolineato come questo episodio potrebbe fornire alcuni segnali del futuro stato di anarchia di Samarra che sarebbe esploso nei decenni successivi. La sicurezza, anche nel palazzo principale, era scarsa e, in base al quantitativo di bottino sottratto dai furfanti, il tesoro doveva essere quasi vuoto in quel momento.

#### Il fronte bizantino

Mappa dell'Asia Minore bizantina e della regione di frontiera arabo-bizantina dell'842 circa

Nell'838 al-Mu'tasim aveva ottenuto una grande vittoria contro il nemico perenne del Califfato abbaside, l'Impero bizantino, con il celebre sacco di Amorio. Tale avvenimento suscitò un certo panico tra i romei, considerando che si trattava della città d'origine della casa regnante, quella appunto degli Amoriani. Tuttavia, a seguito di questo successo non furono sfruttate le condizioni favorevoli e la guerra tornò ad essere caratterizzata da incursioni e contro-incursioni lungo il confine su scala minori. Secondo fonti bizantine, al momento della sua morte nell'842, al-Mu'tasim stava preparando un'invasione su larga scala, ma la grande flotta che aveva preparato per assaltare Costantinopoli fu distrutta da una tempesta verificatasi al largo di capo Chelidonia pochi mesi dopo il suo decesso. Tuttavia, questo evento non è testimoniato da fonti musulmane.
Dopo la morte di al-Mu'tasim, il reggente bizantino Teoctisto tentò di riconquistare l'Emirato di Creta, un vassallo abbaside, ma la campagna terminò in una disfatta. Nell'844, un esercito degli emirati di confine di Qaliqala e Tarso guidato da Abu Sa'id e, forse, anche dall'emiro di Malatya Umar al-Aqta fece irruzione nell'Asia Minore bizantina e raggiunse le rive del Bosforo. I musulmani sconfissero poi Teoctisto nella battaglia di Mauropotamos, aiutati dalla defezione di alti ufficiali romei. Più o meno nello stesso periodo, i pauliciani, una setta ritenuta eretica a Bisanzio, disertò in favore degli arabi sotto il loro principale esponente Karbeas. Essi fondarono un piccolo principato sulla frontiera abbaside-bizantina, il cui centro principale era rappresentato dalla fortezza di Tephrike, e da quel momento in poi si unirono agli arabi nei loro attacchi al territorio bizantino.
Nell'845 un'ambasciata bizantina arrivò alla corte califfale per negoziare uno scambio di prigionieri. Questo ebbe luogo nel settembre dello stesso anno sotto gli auspici di Khaqan al-Khadim e furono riscattati tra i 3.500 e i 4.600 musulmani. Nel marzo dello stesso anno, tuttavia, quarantadue ufficiali catturati ad Amorio furono giustiziati a Samarra dopo aver rifiutato di convertirsi all'Islam; in seguito, furono beatificati dalla Chiesa ortodossa e ricordati come i quarantadue martiri di Amorio. Dopo la scadenza della tregua concordata per lo scambio, il governatore abbaside di Tarso, Ahmad ibn Sa'id ibn Salm, guidò un'incursione invernale con 7.000 soldati. Questa campagna fallì in maniera disastrosa, con 500 uomini che morirono di freddo o annegarono e 200 che furono fatti prigionieri. Dopo questa spedizione, sulla frontiera arabo-bizantina regnò la quiete per sei anni. Solo a ovest i clienti degli Abbasidi, gli Aghlabidi, continuarono la loro graduale conquista della Sicilia bizantina, catturando Messina (842/843), Modica (845) e Leontini (846). Nell'845/846, gli Aghlabidi catturarono Miseno, vicino a Napoli, e l'anno successivo le loro navi fecero la loro comparsa lungo il fiume Tevere; grazie a queste operazioni, ebbe luogo di lì a poco l'incursione saracena contro Roma.

### Morte e successione

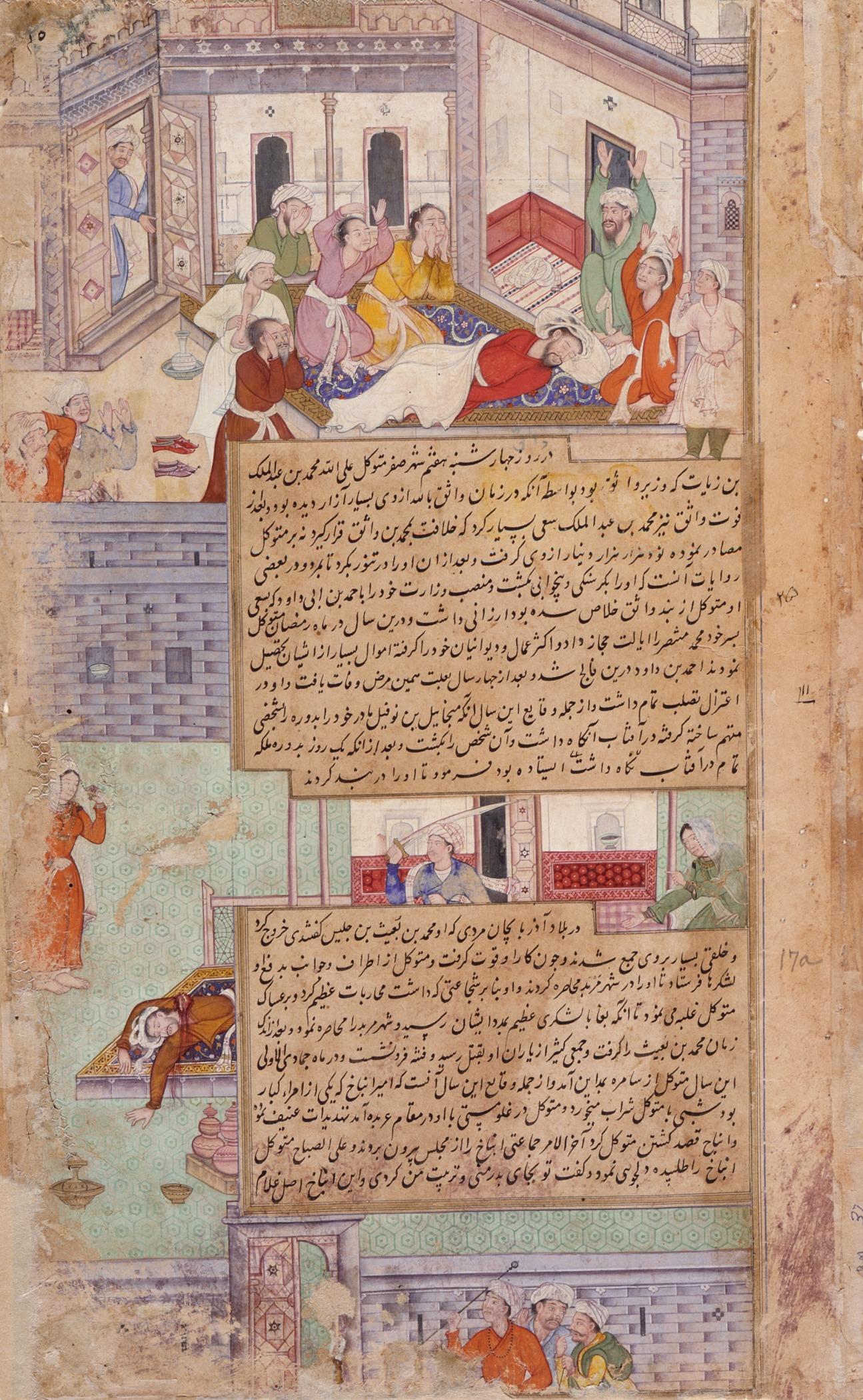
La morte del califfo al-Wathiq in una miniatura moghul tratta dal Tarikh-I Alfi(1594)

Al-Wathiq morì il 10 agosto 847 a causa di un edema, probabilmente per danni al fegato o diabete, dopo essere rimasto troppo a lungo in una sorta di stufa assai calda. La sua età al momento del decesso viene indicata a 32, 34 o 36 anni. Fu sepolto nel palazzo Haruni a Samarra, peraltro da lui costruito.
La sua morte fu inaspettata e generò delle dispute per la  successione, sebbene lo storico Al-Ya'qubi sostiene almeno che era stato nominato un erede e gli era stato prestato il giuramento di fedeltà. Qualunque sia la verità, i principali funzionari, il visir, Ibn al-Zayyat, il principale qadi Ahmad ibn Abi Duwad, i generali turchi Itakh e Wasif e pochi altri si riunirono per determinare il suo successore. Ibn al-Zayyat inizialmente propose il figlio di al-Wathiq, Muhammad (il futuro califfo Al-Muhtadi), ma per via della sua giovane età fu scartato. Al suo posto si preferì il fratellastro di ventisei anni di al-Wathiq Ja'far, che divenne il califfo Al-Mutawakkil.
Questa selezione viene solitamente considerata dagli storici la dimostrazione di come si volesse insediare sul trono un sovrano debole e malleabile, mentre di fatto la stessa cabala di funzionari gestiva gli affari di al-Wathiq. Queste convinzioni furono subito dissipate, perché al-Mutawakkil si mosse rapidamente per eliminare Ibn al-Zayyat e Itakh e consolidare la propria autorità.

## Aspetto fisico
Al-Tabari riferisce che al-Wathiq era di media statura, di bell'aspetto e fisicamente proporzionato. Era biondo con una carnagione vagamente rossastra, comunemente associata alla discendenza nobile. Il suo occhio sinistro aveva una macchiolina bianca, la quale conferiva al suo sguardo un aspetto severo.

## Discendenza
Al-Wathiq ebbe diverse concubine, di cui la più famosa era Qurb al-Rumiyyah, noto anche come Umm Muhammad. Nell'833, la donna diede alla luce il figlio maggiore del califfo, Muhammad, il futuro califfo al-Muhtadi. Un'altra nota e famosa concubina era Faridah, che era anche musicista e la preferita di al-Wathiq. Quando al-Wathiq morì, il cantante Amr ibn Banah la presentò al califfo al-Mutawakkil. Quest'ultimo la sposò e lei divenne una delle sue preferite.

## Giudizio storiografico e rilevanza storica
Si dice che Al-Wathiq sia stato generoso con i poveri delle città sante della Mecca e Medina, e abbia ridotto le tasse sul commercio marittimo, ma che ciononostante la sua popolarità fosse comunque bassa. I resoconti relativi alla sua persona lasciano intuire che si trattasse di un sovrano mite, attratto dall'indolenza e dai piaceri della vita di corte, al punto da ubriacarsi e poi addormentarsi per via della sonnolenza provocata dall'alcol. Le sue capacità poetiche venivano ritenute indiscusse e si ritiene che compose oltre un centinaio di canzoni; inoltre, era un abile compositore e sapeva suonare bene l'oud. Patrocinò anche poeti, cantanti e musicisti, invitandoli a esibirsi nel suo palazzo; egli dimostrò particolare apprezzamento per il musicista Isḥāq al-Mawṣilī, il cantante Mukhariq e il poeta al-Dahhak al-Bahili, noto come al-Khali (letteralmente "il dissoluto").
In contrasto con questa immagine, lo storico del X secolo al-Mas'udi ritrae al-Wathiq come una figura «interessata al sapere scientifico e a ridurre le divisioni nella medicina». Il movimento di traduzione greco-arabo continuò a fiorire sotto il suo regno, con le fonti che riportano anche alcuni episodi i quali lasciano emergere la «curiosità intellettuale» di al-Wathiq, soprattutto in relazione a questioni che potevano far emergere le sue convinzioni religiose. Secondo quanto riferito, egli sognò che le «Porte di Dhu al-Qarnayn» erano state violate, una visione probabilmente suscitata dalle notizie relative agli spostamenti dei Turchi Kirghizi in quella regione nell'ambito di grandi migrazioni dei nomadi turchi dell'Asia centrale. Incuriosito dal sogno, mandò Sallam al-Tarjman a perlustrare la regione e a indagare. Allo stesso modo, secondo Ibn Khordadbeh, il califfo inviò l'astronomo al-Khwarizmi dai Bizantini per indagare sulla leggenda dei sette dormienti di Efeso.
Al-Wathiq è il sovrano su cui si conoscono meno informazioni rispetto a quelle relative a un qualunque altro califfo abbaside. Secondo lo storico Hugh Kennedy, «nessun altro califfo dell'epoca lasciò così poca traccia della storia del suo tempo, ed è impossibile rihscire a farsi una chiara impressione della sua personalità». L'Encyclopaedia of Islam scrive che «non aveva le caratteristiche di un grande sovrano e il suo breve regno non fu caratterizzato da eventi di un certo spessore». Tuttavia, proprio quests penuria di informazioni spinse lo scrittore inglese William Beckford (1760-1844) a realizzare una versione fortemente romanzata di al-Wathiq nel suo testo in stile intitolato gotico Vathek. Kennedy lo descrive come «un fantastico racconto di crudeltà, dissipazione e ricerca del tesoro perduto degli antichi re, custodito da Iblīs/ Satana stesso».

### Fonti primarie
- Ṭabarī, The History of al-Ṭabarī, a cura di Clifford E. Bosworth, collana SUNY Series in Near Eastern Studies, XXXIII: Storm and Stress Along the Northern Frontiers of the ʿAbbāsid Caliphate: The Caliphate of al-Muʿtasim, A.D. 833-842/A.H. 218-227, Albany, State University of New York Press, 1991, ISBN 978-0-7914-0493-5.
- Ṭabarī, The History of al-Ṭabarī, a cura di Joel L. Kraemer, SUNY Series in Near Eastern Studies, XXXIV: Incipient Decline: The Caliphates of al-Wāthiq, al-Mutawakkil and al-Muntaṣir, A.D. 841–863/A.H. 227-248, Albany, State University of New York Press, 1989, ISBN 978-0-88706-874-4.

### Fonti secondarie
- Massimo Blasi, L'incredibile storia degli imperatori romani, Newton Compton Editori, 2018, ISBN 978-88-22-72520-2.
- (EN) H. Eisenstein, al-Mubarḳaʿ, in Clifford E. Bosworth, Emeri J. van Donzel, Wolfhart Heinrichs e Charles Pellat, The Encyclopaedia of Islam, VII: Mif-Naz, edizione nuova, Leida, E. J. Brill, 1993, ISBN 978-90-04-09419-2.
- (EN) Matthew S. Gordon, The Breaking of a Thousand Swords: A History of the Turkish Military of Samarra (A.H. 200-275/815-889 C.E., Albany, State University of New York Press, 2001, ISBN 0-7914-4795-2.
- (EN) Ibn al-Sāʿī, Consorts of the Caliphs: Women and the Court of Baghdad., traduzione di Shawkat M. Toorawa e gli Editori di Library of Arabic Literature, New York, New York University Press, 2017, ISBN 978-1-4798-0477-1.
- (TR) Kadir Kan, Vâsiḳ-Billâh, su Encyclopedia of Islam, TDV, 42 (Tütün - Vehran), Istanbul, Turkiye Diyanet Foundation, Centre for Islamic Studies, 2012,  pp. 548-549, ISBN 978-975-389-737-2.
- (EN) Hugh Kennedy, The Prophet and the Age of the Caliphates: The Islamic Near East from the 6th to the 11th Century, 2ª ed., Harlow, Longman, 2004, ISBN 978-0-582-40525-7.
- (EN) Hugh Kennedy, When Baghdad Ruled the Muslim World: The Rise and Fall of Islam's Greatest Dynasty, Cambridge, Da Capo Press, 2006, ISBN 978-0-30-681480-8.
- Georgij Ostrogorskij, Storia dell'Impero bizantino, traduzione di Piero Leone, Torino, Einaudi, 2014, ISBN 978-88-06-22416-5.
- (EN) John P. Turner, The Enigmatic Reign of al-Wāthiq (r. 227/842-232/847), in Monique Bernards, ʿAbbāsid Studies IV. Occasional Papers of the School of ʿAbbāsid Studies, Leuven, July 5 – July 9, 2010, Gibb Memorial Trust, 2013,  pp. 218-231, ISBN 978-0-906094-98-3.
- (EN) K.V. Zetterstéen, Clifford E. Bosworth ed Emeri J. van Donzel, al-Wāt̲h̲iḳ Bi 'llāh, in Peri Bearman, Thierry Bianquis, Clifford E. Bosworth, Emeri J. van Donzel e W.P. Heinrichs, The Encyclopaedia of Islam, XI: W-Z, nuova edizione, Leida, E. J. Brill, 2002, ISBN 978-90-04-12756-2.